# Freycinetia abbreviata
Freycinetia abbreviata là một loài thực vật có hoa trong họ Dứa dại. Loài này được Markgr. miêu tả khoa học đầu tiên năm 1929.